# Jalovec (Trenčín)
Jalovec (em húngaro: Parlag) é um município da Eslováquia, situado no distrito de Prievidza, na região de Trenčín. Tem 6,02 km² de área e sua população em 2018 foi estimada em 582 habitantes.

## Demografia
| Ano:        | 1994 | 2004   | 2014   | 2024   |
| ----------- | ---- | ------ | ------ | ------ |
| Broj ljudi: | 526  | 561    | 585    | 591    |
| Razlika:    |      | +6,65% | +4,27% | +1,02% |

| Ano:               | 2023 | 2024   |
| ------------------ | ---- | ------ |
| Número de pessoas: | 582  | 591    |
| Diferença:         |      | +1,54% |